# Prima che sia notte
Prima che sia notte (Antes que anochezca) è un libro autobiografico del 1992 scritto dal poeta e scrittore cubano Reinaldo Arenas. Il romanzo descrive la vita dello stesso scrittore a Cuba, il tempo passato in prigione e la sua fuga negli Stati Uniti in occasione dell'Esodo di Mariel del 1980. 
L'opera di Arenas ricevette una critica positiva dal New York Times e fu inserita nell'elenco dei dieci migliori libri del 1993. Nel 2000 dal libro fu tratto il film omonimo, nel quale Javier Bardem interpreta Reinaldo Arenas.

## Trama
Il romanzo inizia con l'introduzione scritta quando l'autore, ormai malato di AIDS, fa un bilancio delle sue opere, della sua vita e delle sue speranze di libertà per Cuba.
I primi capitoli parlano della sua infanzia, della vita in campagna povera, ma felice e della sua scoperta dell'omosessualità.
Durante la permanenza al potere di Fulgencio Batista la situazione economica peggiora e la famiglia di Reinaldo è costretta a vendere i terreni e traslocare in città.
Venuto a conoscenza dei ribelli che vogliono abbattere il regime di Batista, giovanissimo scappa di casa per unirsi a loro. Subito nota l'ipocrisia della rivoluzione, i processi farsa e le fucilazioni. Ottiene una borsa di studio per studiare da contabile agricolo per amministrare le terre confiscate, dove dai professori sovietici riceve lezioni di marxismo-leninismo.
Reinaldo in tale ambito continua a nascondere a se stesso la sua omosessualità continuando a frequentare delle ragazze, ma solo per salvare le apparenze.
Inizia a lavorare in biblioteca, si riunisce clandestinamente per leggere poesie e romanzi con altri scrittori. Viene denunciato, la polizia irrompe in casa sua e lo arresta e requisisce il manoscritto, Otra vez el mar. Ad un certo punto riesce a fuggire via mare, rischiando la vita in quanto il mare era minato per impedire ai cubani di raggiungere la base statunitense di Guantanamo. Braccato dalla polizia si rifugia in un bosco dove dorme sugli alberi. Inizia a scrivere Prima che sia notte, ma viene arrestato ed il suo manoscritto sequestrato. Viene imprigionato per mesi nel carcere del Morro in attesa del processo, viene picchiato, e tenta due volte il suicidio. Poi, senza spiegazioni, viene mandato nel carcere speciale di Villa Marista, dove viene lungamente interrogato, e poi condotto presso un campo di lavoro.
Torna in prigione, e, una volta scontato la pena torna libero, ma è isolato sia dagli ex colleghi che dagli amici, tra i quali si nascondono anche agenti della sicurezza di Stato. Nel 1980 Fidel Castro permette agli "indesiderabili" dal regime di andarsene dall'isola. A seguito dell'"invasione" da parte di alcuni cubani all'ambasciata del Perù, i dissidenti vennero bloccati: con uno stratagemma Reinaldo riesce a scappare, cambiando con una penna il suo cognome sulla carta di identità da Arenas in Arinas. Per qualche tempo risiede a Miami per poi trasferirsi a New York. Viaggia per l'Europa scoprendo l'ipocrisia della gente che non crede alla storia della sua vita.

## Edizioni
- Reinaldo Arenas, Prima che sia notte, traduzione di Elena Dallorso, collana Le fenici tascabili, Guanda, 1992,  p. 325.